# West Oxfordshire
West Oxfordshire  är ett distrikt (motsvarande kommun) i grevskapet Oxfordshire i England, Storbritannien. Distriktet har 116 928 invånare (2022). Större orter är Carterton,  Witney.  Distriktet är indelat i 83 civil parishes.